# Острів Міхельсона
О́стрів Мі́хельсона (рос. Остров Михельсона) — невеликий острів у затоці Петра Великого Японського моря. Знаходиться за 750 м від мису Міхельсона навпроти бухти Малої Худової. Адміністративно належить до Хасанського району Приморського краю Росії.

## Географія
Острів має видовжену форму з півночі на південь, довжина 230 м, ширина 75 м. Береги стрімкі та скелясті, до північного краю стають пологішими. Вкритий широколистими лісами та чагарниками.